# Экспериментальный театр

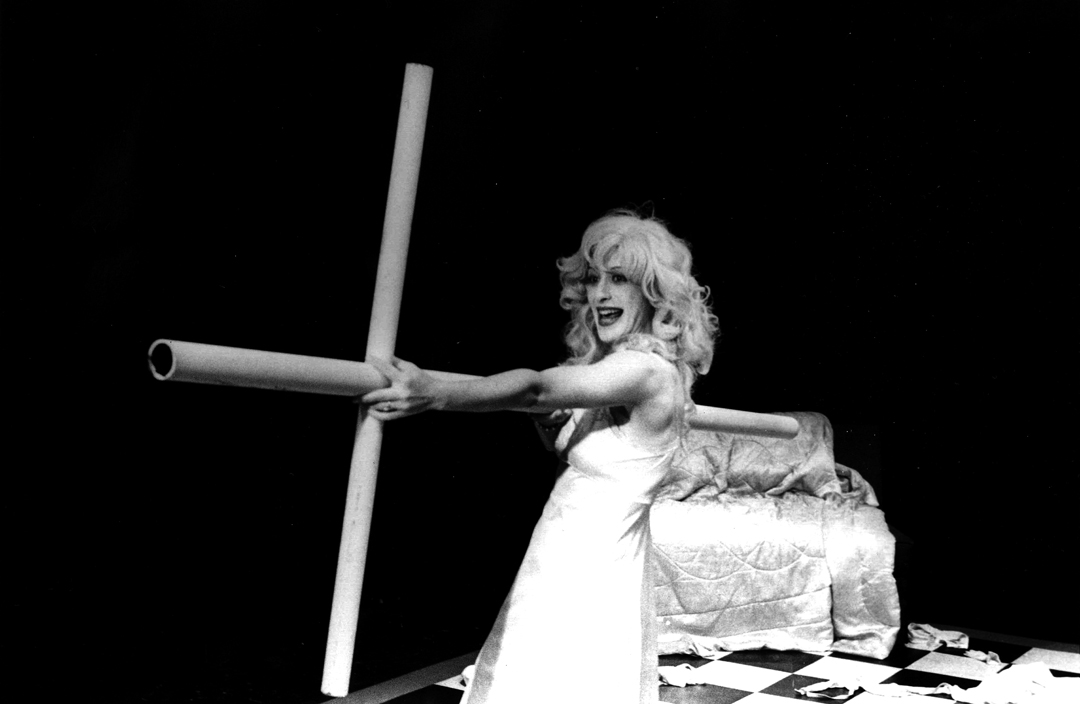
Робин Битман (театр в Балтиморе, 1981 год). Пьеса Тома Эйена "The White Whore and the Bit Player". Режиссёр-постановщик: Брэд Мейс.

Экспериментальный театр (также известен как авангардный театр) возник в конце XIX века одновременно с образованием Западного театра во главе с Альфредом Жарри и его пьесами про короля Убу, которые были своеобразным отказом от классического способа написания и постановки пьес в целом. С течением времени, значение данного термина изменилось. Теперь же авангардный театр является главенствующим видом театра на мировой арене. Он принял различные формы проявления, которые ранее считались радикальными. Театралы-авангардисты неустанно пытаются придумать что-то новое, аналогов чему нет ни в одном уголке мира.
Подобно и другим видам проявления «авангардизма», экспериментальный театр возник в качестве ответной реакции на резко ощущаемый массовый культурный кризис. Несмотря на всевозможные политические и внешние методы примирения, авангардные театры, все без исключения, оказывают сопротивление буржуазному театру. В свою очередь, экспериментальный театр пытается использовать новые способы коммуникации используя речь и движения, чтобы преобразить тональность восприятия  и установить новую, более эффективную взаимосвязь с публикой.

## Отношение к публике
Знаменитый постановщик и драматург экспериментального театра Питер Брук описывает свою главную задачу, проводя параллель с формированием «… театра, в котором различие между актёром и зрителем будет лишь практическим, а не принципиальным».
Традиционно, публика считается пассивными наблюдателями, но многие последователи экспериментального театра хотели изменить данный стандарт. К примеру, Бертольт Брехт хотел вовлечь аудиторию в действо с помощью актёра, который пробивает воображаемую «четвёртую стену» во время пьесы и напрямую задает вопросы публике; при этом, актёр не дает ответов, тем самым заставляя зрителей задуматься и углубиться в самих себя. Аугусту Боал мечтал, что бы публика сразу реагировала на действо, а Антонен Арто старался воздействовать непосредственно на подсознательный уровень восприятия зрителей.  Питер Брук выделил треугольник взаимоотношений в рамках выступления: внутренние взаимоотношения самих исполнителей, отношение исполнителей друг к другу на сцене и их взаимосвязь с публикой.  Труппа британского экспериментального театра «Велфайер Стейт Интернешнл» упоминала про «обрядовый круг» во время представления, в котором актёры составляют один сектор, публика – второй, а энергия концентрируется в середине.
Помимо идеологического воздействия роли зрителя, актёры в театрах по-разному вовлекают и взаимодействуют с публикой. Так как выступления начали ставить в местах, не предназначенных для театрального действа, само существование просцениума стало под вопрос. Зрителей завлекали всеми возможными средствами, чаще всего в качестве активных участников в постановке, а использование просцениума зачастую разрушало подобные намерения.
Обычно, публику приглашали на сцену в качестве добровольцев, тем самым вовлекая в действо. Актёр заставлял их почувствовать себя в другом амплуа, таким образом аудитория могла видоизменить свои взгляды, ценности и убеждения по отношению к сюжету выступления и самой его теме.  К примеру, во время сцены избиения, актёр мог подойти к аудитории, «оценочно взглянуть» на одного из зрителей и вызвать его на поединок прямо на месте. Испуг на лице человека крепко-накрепко запечатлел бы посыл «ужасов издевательств» в памяти самого зрителя и всей аудитории.
Также, существовали разные по формам и конструкциям помещения театров. Постановщики переосмысливали различные способы режиссуры спектакля. Важно отметить, что существует множество исследовательских работ по театрам Елизаветинской и античной эпох. Мы можем наблюдать некоторые черты в строении, которые уже считаются традиционными, повсеместно. К примеру, здание Национального лондонского театра построено с высоким уровнем гибкости. Это напоминает нам помещение театра Елизаветинской эпохи с использованием траверза (Театр Дорфман), и сцену, построенную в форме просцениума (Театр Литтлтон) и амфитеатра (Театр Оливье). Постановщики и архитекторы осознанно хотели «разрушить» традиционный просцениум. Жак Копо, с точки зрения оформления сцены, был очень важным деятелем. Он стремился к уходу от излишнего натурализма, чтобы отыскать новое и более лаконичное виденье цели предназначения сцены.

## Воздействие на общество
Некоторые коллективы сыграли важную роль скорее в смене облика театра в глазах общественности, нежели его амплуа. Актёры использовали свои навыки с целью вовлечения публики и повышения ее культурной активности различными способами: поучительная пропаганда, оглашаемая со сцены, или же путем соотношения. К примеру, в театре «Велфайер Стейт Интернешнл» публика может провести параллель между тем созданным «микро-обществом», представленным на сцене, и собственной средой обитания.
Аугусту Боал представил гражданам Рио Законодательный театр. Он хотел помочь жителям осознать, что они хотят изменить в бразильском обществе. В качестве советника, Боал ввел ряд новых законов, используя реакцию публики на выступления. Главной целью постановщиков, в рамках экспериментального театра, является воздействие на общество, или хотя бы на публику, собравшуюся в зале, результатом которого есть видоизменение отношения, взглядов и ценностей,а так же повышение общественной активности.

## Методика создания пьесы
Традиционно, существует весьма иерархическая методика создания пьесы. Сперва автор находит существенную проблему, после пишет сценарий. Постановщик интерпретирует данную историю вместе с актёрами так, чтобы смочь изобразить это на сцене, а исполнители, непосредственно, воплощают коллективное виденье постановщика и сценариста. Многие театральные режиссёры стали скептически относиться к данной иерархичности, так как начали признавать в исполнителях полноправных творческих личностей. Все началось с того, что актёрам предоставлялось все больше свободы в плане собственной интерпретации пьесы и своей роли. В конце концов, именно таким образом возник коллективный театр. Это направление способствовало появлению коллектива импровизационного театра в рамках экспериментального. Актёры и исполнители писали тексты с репликами сами для себя, поэтому они вовсе не нуждались в сценаристе, который писал бы материал для шоу или же для театральной постановки.
Именно из-за такого стечения обстоятельств, мы можем наблюдать сегодня новые способы самореализации и широкий спектр возможностей, приобретённые актёрами. Руководство постановщика и сценариста кардинально изменилось. На сегодня постановщики более не играют роль высшего авторитета, как то было ранее, а всего лишь выступают в качестве советника или организатора.
Помимо изменений в самой иерархии, были видоизменены так же индивидуальные роли исполнителей. Комплексный подход становится все более распространённым, т.к. актёры не хотят чувствовать себя неуютно в выдуманных для них ролях. Наряду с изменениями внутри театральной деятельности, другие виды искусства тоже не стоят на месте. Танцы, музыка, изобразительное искусство и литература начали вбирать в себя новые краски, в то время как артисты чувствуют себя очень комфортно в сотрудничестве друг с другом, не обращая внимания на разную степень подготовки и квалификации.

## Вклад
Экспериментальный театр внес свою долю изменений в сложившиеся традиции театра. Метаморфозы произошли в:
- конструкции помещения;
- темах пьес;
- постановке движений и речи;
- общем настроении пьесы;
- взаимодействии с публикой и т.д.